# 海棲前頜蝴蝶魚
海棲前頜蝴蝶魚，又稱馬氏蝴蝶魚，為輻鰭魚綱鱸形目蝴蝶魚科的其中一種。

## 分布
本魚分布於東大西洋區，包括維德角群島、塞內加爾、加彭、多哥、獅子山及安哥拉等海域。

## 深度
水深12至140公尺。

## 特徵
本魚體側扁，吻突出且長，體略呈三角形，體銀白色，吻部上緣及額部有一黑色條紋並通過眼睛。鰓蓋邊緣及胸鰭基部為橙色，體後側具一條黑色寬直條紋，從背鰭第九棘起延伸至臀鰭軟條基部，背鰭軟條和臀鰭軟條部、腹鰭及尾柄黃色。背鰭硬棘13枚；背鰭軟條19至20枚；臀鰭硬棘3枚；臀鰭軟條15至16枚，體長可達11.6公分。

## 生態
本魚棲息於較深的水域。

## 經濟利用
可做為觀賞魚。